# Loma Vista Recordings
Loma Vista Recordings è un'etichetta discografica indipendente fondata da Tom Whalley, ex presidente e CEO di Warner Bros. Records, che aveva lavorato anche presso la Interscope Records. L'etichetta era inizialmente una joint venture con Republic Records e ha sede a Beverly Hills e a Brooklyn.
Nel luglio 2014, l'etichetta annunciò aver cambiato partner strategici e ora faceva parte del Concord Music Group.
Loma vista è una locuzione spagnola che si traduce approssimativamente come panorama dalla collina.
A febbraio 2021, la Loma Vista ha annunciato che non avrebbe più prodotto i dischi di Marilyn Mansn, a causa delle accuse di abuso a suo carico.

## Artisti prodotti

### Attualmente
- Action Bronson
- Alice Glass
- Andrew Bird
- Comune
- DJDS
- Ghost
- Grey Daze
- Health
- Iggy Pop
- Injury Reserve
- Denzel Curry
- Korn
- Local Natives
- Manchester Orchestra
- Margo Price
- Overcoats
- The Revivalists
- Rhye
- Rise Against
- Robert Glasper
- Show Me the Body
- Skegss
- Soccer Mommy
- St. Vincent
- Sylvan Esso

### In passato
- Cut Copy
- Damian Marley
- Soundgarden
- Spoon
- Little Dragon
- Marilyn Manson[5][6]

## Riconoscimenti
Nel 2013, l'etichetta ha ricevuto la sua prima nomination ai Grammy per la colonna sonora di Django Unchained pubblicata nel dicembre 2012.
Nel 2014, l'etichetta ha ricevuto due nomination ai Grammy per l'album omonimo di St. Vincent (Miglior album di musica alternativa) e Nabuma Rubberband di Little Dragon (Miglior album dance / elettronico).
St. Vincent ha vinto il Grammy per il suo album omonimo l'8 febbraio 2015. È stata la prima artista solista donna a vincere la categoria Miglior album di musica alternativa dai tempi di Sinead O'Connor nel 1991.
I Ghost hanno vinto un Grammy per la migliore performance metal per la loro canzone "Cirice" nel 2016.
Sylvan Esso è stato nominato per un Grammy come miglior album di danza nel 2017.